# إدوارد ثورن
إدوارد ثورن (بالإنجليزية: Edward Thorne)‏ هو عسكري نيوزيلندي، ولد في 29 أكتوبر 1923 في ويلينغتون في نيوزيلندا، وتوفي في 23 أكتوبر 2013 في أوكلاند في نيوزيلندا.